# Darya Klimina
Darya Sergeevna Klimina (en russe : Дарья Сергеевна Климина) est une biathlète kazakhe, née Usanova le 6 septembre 1989 à Pavlodar.

## Biographie
Darya Klimina commence le biathlon seulement en 2009, où elle fait son entrée dans l'équipe nationale.
Elle fait ses débuts en Coupe du monde en 2011 à Östersund où elle marque ses premiers points (35e du sprint). Dès la saison suivante, elle obtient son premier top 20 (17e à Khanty-Mansiïsk).
En 2014, elle prend part aux Jeux olympiques de Sotchi, se classant 58e du sprint, 41e de la poursuite, 40e de l'individuel,  12e du relais féminin et 14e du relais mixte.
Pour commencer la saison 2015-2016, elle est 15e de l'individuel d'Östersund, résultat qu'elle améliore en 2017 à Kontiolahti avec le 14e rang, meilleur résultat de sa carrière.
Elle participe à ses deuxièmes jeux olympiques en 2018, où elle est 58e du sprint, 57e de la poursuite, 51e de l'individuel et 14e du relais.

## Palmarès

### Jeux olympiques d'hiver
| Épreuve / Édition                | Individuel | Sprint | Poursuite | Mass start | Relais | Relais mixte |
| Jeux olympiques 2014 Sotchi      | 40e        | 58e    | 41e       | —          | 12e    | 14e          |
| Jeux olympiques 2018 Pyeongchang | 51e        | 58e    | 57e       | —          | 14e    | —            |

### Championnats du monde
| Épreuve / Édition          | Individuel | Sprint | Poursuite | Mass start | Relais | Relais mixte |
| Mondiaux 2012 Ruhpolding   | 81e        | 68e    | —         | —          | 19e    | 20e          |
| Mondiaux 2013 Nové Město   | 69e        | 56e    | 54e       | —          | 14e    | 17e          |
| Mondiaux 2015 Kontiolahti  | 57e        | 82e    | —         | —          | 14e    | 24e          |
| Mondiaux 2016 Holmenkollen | 51e        | 27e    | 35e       | —          | 8e     | —            |
| Mondiaux 2017 Hochfilzen   | —          | 51e    | 54e       | —          | 12e    | —            |

Légende :
- — : non disputée par Usanova

### Coupe du monde
- Meilleur classement général : 51e en 2017.
- Meilleur résultat individuel : 14e.

Mis à jour le 10 mars 2017

#### Classements en Coupe du monde
| Année     | Classement général final | Sprint | Poursuite | Individuel | Mass start |
| 2011-2012 | 87e                      | 75e    | -         | -          | -          |
| 2012-2013 | 58e                      | 56e    | 53e       | 46e        | -          |
| 2013-2014 | 73e                      | 59e    | -         | -          | -          |
| 2014-2015 | 68e                      | 65e    | 66e       | 45e        | -          |
| 2015-2016 | 65e                      | 76e    | 69e       | 33e        | -          |
| 2016-2017 | 51e                      | 44e    | 55e       | 51e        | -          |
| 2017-2018 | 92e                      | 84e    | 83e       | -          | -          |

### Jeux asiatiques
- Sapporo 2017 : 
  -  Médaille d'or du relais mixte.
  -  Médaille de bronze de la poursuite.
  -  Médaille de bronze de la mass start.

### Universiades
- Almaty 2017 :
  -  Médaille d'argent du relais mixte.